# Jaroslav Mostecký
Jaroslav Mostecký (* 29. September 1963 in Zábřeh na Moravě; † 13. Dezember 2020) war ein tschechischer Autor von Science-Fiction und Fantasyliteratur.

## Leben
Mostecky, das zweite Mal verheiratet, lebte und arbeitete als Techniker in Šumperk. Sein Interesse galt der tschechischen Geschichte, vor allem der Zeit der Přemysliden, sowie anfangs der Paläontologie bis hin zur Numismatik.
Mostecky war auch als Leiter von Literaturzirkeln, vor allem an Schulen tätig. 1980 bis 1982 leitete er eine Sci-Fi Arbeitsgemeinschaft an der Mittelschule, von 1987 bis 1992 war er im Sci-Fi Club Futurum mitbeteiligt und gründete danach seine Sci-Fi Club Jeff Spender.
Er starb im Dezember 2020 an den Folgen von COVID-19.

## Mitgliedschaften
- Obec spisovatelů

## Preise
- Karel-Čapek-Preis  in der Kategorie Kurzerzählung für Kaple má okna klenutá (1993), in der Kategorie Erzählung Plachty z rudé perleti (1996) und Jsem jenom veš, odpustkáři (1997)
- Phantasy-Preis für Erzählungen Sbohem, jezero (1993) und Oči pro Dračí panenku (1996)
- Preis der Science Fiktion, Phantasy und Horror Akademie für Květen, stejně jako loni (1995), Sekyry na Viole (1996) und Anděl posledního soudu (2003).
- ASFFH-Preis für den Roman Prokletí přízračných hřebců als bester tschechischer Roman.
- Ikaros-Preis für Erzählungen Železný kačeny (1995), Květen, stejně jako loni (1996) und das Buch Čára hrůzy (1999)
- Orson-Welles-Preis für Rundfunkspiel Jarní tání (1998)

## Werke
Seit Beginn der 1990er Jahre publizierte er Erzählungen und erhielt mit der Zeit zahlreiche Auszeichnungen. Später begann er mit dem Schreiben von Romanen, die von der Leserschaft gut aufgenommen wurden.
Seine Erzählungen zeichnen sich durch aktionsreichen Verlauf aus, in grausamer Umgebung und mitreißendem Geschehen. Typisch sind die unerwarteten Wendungen im Leben der Helden und deren tragisches Ende. Charakteristisch sind auch seine philosophischen und weltanschaulichen Überlegungen sowie, vor allem in seinen späteren Werken, seine antireligiöse Einstellung. Von einigen Kritikern werden die Bücher auch als frauenfeindlich bezeichnet.

### Romane
- Jdi a přines hlavu krále (1995)
- Vlčí věk – Trilogie (1995–2000)
- Lars, Šťavnatá lebka (1996)
- Pištec (1997)
- Conan a vrah králů (1999)
- Prokletí přízračných hřebců (2000)
- Mark Stone 66 - Kalužiny modré krve (2003)
- Mark Stone 73 - Král posledního moře (2004)
- Útesy křiku (2004) - román o vikinzích

### Novellen
- Ďáblovy dcery (2001)

### Sammelwerke
- Čára hrůzy (1998)
- Archivář (2004)